# Mahoraba - Heartful Days
Mahoraba - Heartful Days (まほらば～Heartful days?) es el título de un anime y un manga, ambos de romance y comedia. El autor del manga es Akira Kojima, y la serie está dirigida por Shinichiro Kimura.

## Trama de la serie
La historia empieza con la mudanza del protagonista, Ryushii Shiratori, de 18 años, a una residencia de unos familiares llamada Narutakisou. Esta residencia, construida ya hace muchos años, alberga a ciertas personas muy particulares.
- Kozue Aoba, administradora de Narutakisou. Es prima segunda de Ryushii y a primera vista parece una buena chica, muy atractiva para todos. Pero cuando recibe una fuerte impresión, se puede transformar en otra persona, completamente distinta psíquicamente (y además los ojos le cambian de color). En total son cinco dentro del mismo cuerpo:
  - La propia Kozue Aoba.
  - Saki Akasaka. Una ruda mujer a la que le gusta emborracharse (a pesar de que con sólo oler el alcohol cae desmayada). Aunque no lo parezca, en el fondo es bondadosa y se preocupa por la gente, pero no se parece en nada a Kozue. Tiene miedo de las mariposas. Su color de ojos es rojo.
  - Nanako Kanazawa. Tiene ojos de color amarillo, y una personalidad de una niña de 6 años.
  - Chiyuri Midorikawa. De ojos verdes, es una fanática del cosplay (pero normalmente no se pone disfraces; disfraza al resto de los vecinos). No tiene interés en disfrazar a los hombres, y hasta cierto punto le causan repulsión, por lo que recibe una fuerte confusión con Ryushii debido a su apariencia femenina.
  - Natsume Konno. Tiene los ojos azules. Misteriosa y muy callada. Aunque los habitantes de Mahoraba (sin contar a Shiratori) ya la conocen, no saben mucho sobre ella: sólo que es buena en hacer trucos de magia y que no tiene amigos (ella opina que es muy aburrida). De hecho, al primero que le habló es a Shiratori, momento en el que se conoció su nombre.
Tiene una curiosa costumbre de decir "tal vez" en todas las frases.

Todas esas personalidades se parecen sólo en su gusto por los umeboshi.
- En la habitación 1, Tamami Chanohata, muy amiga de Kozue Aoba y una chica celosa, de 16 años de edad, estudiante. Le gusta la fotografía, tanto que se compra continuamente accesorios para la cámara. Es un miembro inactivo del club de ocultismo de su colegio.
- En la 3, Megumi Momono, de 20 años, universitaria, la típica borracha bebedora de sake.
- En la habitación 5, Sayoko Kurosaki, madre de Asami, con un peculiar carácter: insociable, vaga, inútil, siempre muerta de sueño y de hambre, tonta, inactiva a más no poder...
- Viviendo con su madre, Asami Kurosaki: le gusta cocinar, es una chica de pelo verde, muy pobre, tiene 12 años va en 1º del instituto, le encantan las cajas de cartón, por su utilidad. Es totalmente la versión opuesta de su madre.
- Por último, en la 6, Yukio Haibara, un ventrílocuo (que casi siempre habla a través de Johnny, su perro de trapo). De hecho, el perro siempre dice que Haibara es su sirviente, un mísero extra. Es el único con estudios superiores en todo Narutakisou.

Fuera de la casa hay personajes secundarios tan excéntricos como los anteriores. El anime trata, simplemente, de la vida que llevan todos ellos.
[el capítulo 25 es un especial de 1 hora]
info:
lal
- - Mahoraba cuenta con 26 capítulos en total.
  - Duración: 25 Minutos c/u
  - Género: Comedia, Romance
  - Studio: SquareENIX, J.C.STAFF
  - Año: 2005

## listado de episodios
- - Episodio 01 ~ Bienvenido a Narutakisou
  - Episodio 02 ~ El secreto de la Casera
  - Episodio 03 ~ Un lugar precioso
  - Episodio 04 ~ Cálida y Vivaz
  - Episodio 05 ~ Nega Posi
  - Episodio 06 ~ El examen de Tama
  - Episodio 07 ~ Al Escondite
  - Episodio 08 ~ De compras
  - Episodio 09 ~ ¡Correcto!
  - Episodio 10 ~ Dibujo
  - Episodio 11 ~ Afecto...
  - Episodio 12 ~ ¡Verano! ¡Bañadores! ¡La playa!
  - Episodio 13 ~ El tesoro de Narutakisou
  - Episodio 14 ~ Al final del verano
  - Episodio 15 ~ ...tal vez
  - Episodio 16 ~ Invitado tras invitado
  - Episodio 17 ~ El color del cielo
  - Episodio 18 ~ Miau miau miau
  - Episodio 19 ~ Día de todos
  - Episodio 20 ~ El festival escolar
  - Episodio 21 ~ Madre e hija
  - Episodio 22 ~ Preciado...
  - Episodio 23 ~ Dentro de las hojas rojas
  - Episodio 24 ~ Campanas
  - Episodio 25 ~ La noche de la revelación
  - Episodio 26 ~ Días de vida.

'
- Datos: Q1322197